# 湖南卫视剧场
此条目列出中国大陆湖南卫视的剧场时段以及其特色编排。湖南卫视品牌推广中心设有剧类企划部，主要负责频道剧场时段节目的组织、编排和播出，以及剧集预告片和宣传片的生产。

## 剧场介绍

### 现存
| 剧场时段     | 播出时间                                                            | 节目特色 | 节目变迁 |
| 金鹰独播剧场 | 周一至周四20:00-22:00（两集连播） 周五至周日19:35-20:10（仅播一集） | 以芒果TV自製劇或和製作公司合拍的電視劇为主； 逢年4月等重要国家特别政治会议期间均会安排广电总局或湖南省委的任务剧； 《金鹰独播剧场》周一至周四为两集连播，净时长为50分钟左右；周五、周六只播出一集，净时长为40分钟。 | 前身为“金鹰剧场”； 2005年9月开始为配合《大长今》等境外热门电视剧，调档22:00； 有关所播放的外购剧集，请参见湖南衛視外購劇集列表； 2009年春节，因安排《丑女无敌》第二季作为新年大餐，故工作日期间晚上八点档开设剧场时段，临时取代原日播综艺节目时段； 2012年初开设“金芒果独播剧场”应对“限娱令”和内地剧时段； 由于2012年上半年收视一度下滑，故“金鹰独播剧场”调档回19:30时段，取代了原“金芒果独播剧场”时段，并不再播放任何境外剧； 2015年再度应对新规，由播出三集变成两集，故周一至周四改档20:00（片头片尾完整播放），并开设730节目带 之后，当特别档期时赶或当日《新闻联播》延长时，电视剧会做适时删减； 若周五至周日的八点黄金季播综艺时段出现临时性空档（通常因应前接档的季播综艺节目收官、新开播的季播综艺节目后期整改而延迟），则当天的《金鹰独播剧场》加播一集； 每当充足允余的时候，当天剧集时段播出前后还会安排播放近5分钟不等的“剧情大放送”，重温一些角色从头到尾的故事； 另外还会在当日凌晨时段、周一至周五下午时段安排重温当日和近期《金鹰独播剧场》的剧集； 从2017年9月《金鹰独播剧场》时段的《美味奇缘》电视剧开始，湖南卫视亦会在电视剧删减片带的基础上，个别精彩镜头的右侧加上竖排的故事情节提示以吸引观众兴趣（最初是使用纯汉字，后改为彩色包装基底），亦跟进东方卫视晚间剧场模式对打； 2022年7月29日起，週五、週六的《金鹰独播剧场》调整为21:10播出，同时取消週日的《金鹰独播剧场》； 2023年5月起，週日19:30开设剧宣窗口，安排40分钟左右的“剧情大放送”； 2024年起恢复原编排，週五至週日19:30播出一集。 |

### 撤销
| 剧场时段     | 节目特色                                                                                              | 节目变迁 |
| 青春进行时   | 周一至周三22:00-24:00（两集连播）                                                                     | 前身为2014年春节后开设的“青春星期天”，仅在周日22:00播出； 2015年改为“青春进行时”； 2016年下半年因尝试“先网后台”剧时段，暂停“青春进行时”时段编排； 2017年“钻石独播剧场”撤并至“青春进行时”时段； 2018年周播剧场重新拆分“钻石独播剧场”和“青春进行时”时段，但由于同年4月19日再次撤销； 若周五至周日的十点黄金季播综艺时段出现临时性空档（通常因应前接档的季播综艺节目收官、新开播的季播综艺节目后期整改而延迟），则安排近期“青春进行时”单元剧的典藏版。 2021年5月18日举行正式闭幕仪式。 |
| 钻石独播剧场 | 以芒果TV自製劇或和製作公司合拍的電視劇为主，多数为古装传奇剧； 净时长第一集为50分钟，第二集为40分钟。 | 曾在2011年第四季度因应安排播出《被遗弃的秘密》电视剧，开设“芒果周播剧场”，于周日晚黄金时段播出，由于收视低迷导致中途腰斩； 2012年暑期为配合“快乐中国，青春向上”的改版，精心打造的全新周播剧场，取名“第一周播剧场”，首个周播剧《轩辕剑之天之痕》创下喜人的收视，如《轩辕剑之天之痕》《新白发魔女传》《追鱼传奇》等被观众广泛流传和喜爱的剧集，一直至2013年底前暂时性收官； 2014年暑期因应对广电总局新政策，重新开放古装剧周播剧场时段，取名“钻石独播剧场”； 会随着季播节目和“青春进行时”编排变化而调动； 2016年7月底因尝试“先网后台”剧开设“超级独播剧场”，后又并入“钻石独播剧场”； 2017年撤并至“青春进行时”（但另辟蹊径会在5月至7月安排非芒果影视出品的古装剧，期间“欢迎进入”包装声音去除“青春进行时”，直接以剧场名称取代）； 2018年周播剧场再次拆分，复原该剧场时段，但又于2018年4月19日再次撤销。 |

## 编排特色
早在《金鷹獨播劇場》在晚間十點檔播放《金枝欲孽》时，湖南衛視在戲劇接檔時独创“套播”的模式，即上一戲劇節目的結局篇分為上下部份，結束前一天播放上集內容，緊接著播放下一節目；第二天播放下集內容，接著播放新的劇集。隨著晚間黃金檔電視劇採取三集播出，原本一般的電視劇一集為45分鐘到47分鐘的時長被壓縮成每集33分鐘。但湖南衛視套播的編排方式仍在繼續，結局篇最後一集被壓縮成30分鐘，而新戲的第一集也變成只有30分鐘左右，同時爲了讓路廣告，足本的片頭片尾曲也被簡省到不到幾十秒鐘的過場。虽然有几年时间取消了套播模式，但于2017年亦恢复该模式，之后有其他卫视跟进（如2017年5月10日的江苏卫视、安徽卫视联播剧，《白鹿原》第一集和《繁星四月》大结局，亦是套播模式）。
实际上，若一些电视剧定档日是在固定播放两集连播剧的当天时而接档前的剧剩下1-3集大结局时，且前后两边剧声价高、有相关广告商知名度时，湖南卫视就会采取套播模式（反之则会在前面最后几集时加量播出到完整结束）。而且在新接档剧定档时，通常是和相关影视公司签署最终协议的，故无缘修改档期。而湖南卫视的晚间黄金广告时段，大多商业广告所涉及的代言人亦会跟近期正在热播的电视剧的演员相对接，若一些演员知名度高时，则该对应系列知名商标亦会做后续季度的节目冠名商。
每当时间档充足的时候，湖南卫视亦会完整播放片头和片尾。而在剧集贴片预告方面，若当晚《金鹰独播剧场》第一集因之前《新闻联播》超时过多等原因而要让原播出计划不影响，有时会直接取消“前期回顾”，直接进入片头；有时为了赶超后期档期安排，甚至直接剪掉片尾前的“稍后/明日看点”直接进入片尾。（广电总局规定电视剧播出时长一集最多不得超过50分钟，其包含片头片尾和下集预告）在一些有价值方面的电视剧播出当中，在第一集片尾前的“稍后看点”实则会预告下一集后半部分和明天的剧情，而第二集片尾前的“稍后看点”实则会预告后天的看点。
当湖南卫视黄金档首轮播出法定纪念日和喜迎国家大会相切合的电视剧时（《人民的名义》除外），右上角亦会标注“国旗党徽提示”LOGO附带文字“纪念×××××周年庆/大会召开优秀电视剧展播”。
随后从2018年9月起《斗破苍穹》开始，在青春进行时、金鹰独播剧场、青春欢乐聚时段，若期间无招商冠名的则跳过导视进入和剧场片头，直接进入剧场开始。

## 网络平台点播
湖南卫视的首播剧场基本上在芒果TV可以看到点播，一般是当日电视播出最新1-2集后的当日24点全网更新，同时亦会上线该剧的DVD版（未删减）以满足观众需求。同时还会分销给爱奇艺、腾讯视频、优酷等平台（若是其他视频平台独家买断网络播放权的，则亦会分销给芒果TV；但若是芒果娱乐传媒出品的电视剧（如《我们的少年时代》）则无芒果TV授权点播）。
2016年7月31日，因湖南卫视剧集档期压力过大，考虑到一些指定偶像粉丝群体，故尝试在芒果TV先网后台电视剧《青云志》第一部，在芒果TV会员抢先看的剧集则是DVD版，电视播出的依然是删减处理。之后的《兰陵王妃》、《不一样的美男子2》亦是同样的尝试，考虑到频道定位和收视需求，湖南卫视此后不再进行先网后台电视剧策略。
而在2017年11月8日首播的《猎场》电视剧，因应青雨传媒影视公司协议需求，芒果TV尝试“会员跟播”制度，即当天电视播出后次日0点更新需要会员观看当天跟播，非会员用户则再延后24小时（即次二日凌晨0点）观看，之后从2018年的电视剧开始大多亦是采用同样会员机制，甚至友台首播剧亦是跟进模式。一些观众家户的有线电视网络若开通互动电视点播回看的套餐的，则会正常次日免费点播，而一些省市的有线电视网络上线“芒果TV”互动专区的，只要开通业务后即可观看会员资源。